# Bryoptera discata
Bryoptera discata är en fjärilsart som beskrevs av Gue 1858. Bryoptera discata ingår i släktet Bryoptera och familjen mätare. Inga underarter finns listade i Catalogue of Life.